# Trauma NL
Trauma NL is een Nederlands televisieprogramma op SBS6. In dit televisieprogramma worden de dagelijkse bezigheden op de trauma-afdelingen van het Universitair Medisch Centrum Groningen (UMCG) gevolgd.
Ze volgen onder andere de verpleegsters en de artsen op de Centrale Spoedopvang, ambulancediensten en het Mobiel Medisch Team. Deze laatsten gaan altijd met een traumahelikopter naar het ongeval, ook dit wordt gevolgd.
Trauma NL is een medische documentaireserie over de spoedeisende opvang van het Universitair Medisch Centrum Groningen, het Medisch Centrum Leeuwarden en het UMC St Radboud in Nijmegen.
Het programma vertelt de indringende verhalen van artsen en verpleegkundigen op de Centrale Spoedopvang, de ambulancediensten en het Mobiel Medisch Team, dat met de traumahelikopter uitrukt. Dit personeel heeft dagelijks te maken met zware mentale druk, levensbedreigende situaties en grenzeloze hectiek.